# Francesc Rovira Beleta
Francesc Rovira Beleta, o Francesc Rovira i Beleta, o internacionalment amb el guionet Francesc Rovira-Beleta (Barcelona, 25 de setembre de 1912 - 23 de juny de 1999), fou un director i realitzador de cinema català, net de l'industrial Ramon Rovira i Casanella i nebot de l'industrial i polític Josep Rovira i Bruguera.

## Biografia
Neix en el si d'una família burgesa industrial barcelonina originària de la pairalia Can Rovira de la Volta, fill de l'empresari Joan Rovira i Bruguera i de Teresa Beleta i Seguí, de família del tèxtil. El 1942 es llicencià en dret a la Universitat de Barcelona, però el 1948 es dedicà plenament al cinema. Assolí reconeixement internacional el 1962 amb el seu mític Los Tarantos, una versió innovadora i musical del Romeo i Julieta en clau gitana (o del lorquià Bodas de sangre) adaptada d'una obra de teatre de l'aragonès Alfredo Mañas (Historia de los Tarantos, estrenada tot just l'any anterior a la pel·lícula, el 1962), qui va col·laborar en adaptar-la al cinema. Los Tarantos està ambientada a la Barcelona marginal, principalment al Somorrostro i Montjuïc, i protagonitzada, entre d'altres, per Carmen Amaya, Antonio Gades, Sara Lezana, El Chocolate, Antonia 'la Singla', Aurelio Galán 'El Estampío' i Peret, i que fou candidata a l'Oscar al millor film de parla no anglesa, nominació que repetí el 1967 amb El amor brujo. Aquesta última pel·lícula està ambientada a Cadis, i conté escenes d'una mena de flamenco-psicodèlia amb un marcat to dels 60.
Rovira-Beleta va ser fundador i president honorari del Col·legi de Directors de Cinema de Catalunya (1986). El 1990 fou nomenat acadèmic d'honor de la Reial Acadèmia Catalana de Belles Arts de Sant Jordi. Fou guardonat amb la Medalla d'Or a les belles arts del ministeri de cultura (1994) i la Medalla d'Or de l'Acadèmia del Cinema el 1996. El 1999 rebé el premi Carles Duran de Cinema i la Creu de Sant Jordi, que ja no pogué recollir; li havia estat concedida per la Generalitat de Catalunya el 18 de maig. Per la seva carrera cinematogràfica havia rebut el Fotogramas de Plata el 1995 i el Premi Cinematogràfic Família de 1997, entregat el 1998.
El reconeixement internacional li arribà el 1962, quan el film Los Tarantos (1962) va ser nominat a l'Oscar al millor film de parla no anglesa. Inspirada en l'obra teatral d'Alfredo Mañas, la pel·lícula està ambientada en la cultura gitana instal·lada als barris barcelonins del Somorrostro i Montjuïc. Els protagonistes són Antonio Gades, Carmen Amaya, Sara Lezana i Peret, entre altres músics i ballarins reconeguts del flamenc i la rumba com El Chocolate, Antonia "la Singla" o Aurelio Galán "El Estampío". L'Oscar finalment se'l va endur Federico Fellini amb Vuit i mig, però Rovira Beleta tornaria a ser nominat el 1967 amb El amor brujo.
Rovira Beleta morí a Barcelona el 23 de juny del 1999 a l'edat de 86 anys per problemes vasculars, només uns mesos després de la mort de la seva esposa, Roser (o Rosario, o Charo) Llovera, amb qui havia contret matrimoni el 1945, i menys d'un mes abans que havia de ser guardonat amb la Creu de Sant Jordi.
Una aula de l'Escola Superior de Cinema i Audiovisuals de Catalunya (ESCAC) i una sala dels Cinemes Texas porten el seu nom.

## Filmografia
- Doce horas de vida (1948)
- Luna de sangre (1952)
- Hay un camino a la derecha (1953), ambientada i filmada a Barcelona.[3]
- Once pares de botas (1954), ambientada i filmada a Barcelona.[3]
- El expreso de Andalucía (1956)
- Històries de la fira (1958), ambientada i filmada a Barcelona.[3]
- Familia provisional (1958)
- Altas variedades (1960)
- Los atracadores (1962),[21] ambientada i filmada a Barcelona.[3]
- Los Tarantos (1962), ambientada i filmada a Barcelona, principalment al Somorrostro, a Montjuïc i "sota Montjuïc", com també als entorns del mercat del Born. Nominada a l'Oscar de Hollywood a la millor pel·lícula de parla no anglesa.[3][22][1] Inspirada en una obra teatral d'Alfredo Mañas Navascués.[22][9]
- La dama de l'alba (1966)
- El amor brujo (1967), ambientada i filmada a Cadis.[23] Nominada a l'Oscar de Hollywood a la millor pel·lícula de parla no anglesa.[24]
- La llarga agonia dels peixos fora de l'aigua (1969)
- No encontré rosas para mi madre (1972)
- La espada negra (1976)
- Crónica sentimental en rojo (1986), ambientada i filmada a Barcelona.[3]

## Fons personal
El "Fons personal Francesc Rovira-Beleta" quedà constituït l'abril del 2000 a la Filmoteca de Catalunya per voluntat de la seva família. Recull documentació relativa a la seva vida professional com a director de cinema, inclou documentació sobre els seus films, guions, projectes de films, correspondència, escrits, premsa i també inclou documentació personal. El fons és una important font d'informació per a l'estudi del cinema català del moment, sobretot per la documentació relativa als films en què ell va prendre part.

## Accions commemoratives
El 25 de setembre de 2012 la Filmoteca va commemorar el centenari del naixement de Francesc Rovira Beleta amb una sessió d'homenatge consistent en una taula rodona sobre l'obra i la figura del cineasta i la projecció d'"El expreso de Andalucía".
A partir de la documentació continguda pel Fons personal, la Filmoteca va organitzar, de l'1 d'octubre 2015 fins al 31 de març 2016, l'exposició "Rovira Beleta. Més enllà de Los Tarantos", comissariada per Anna Fors Iborra, i estructurada en quatre àmbits temàtics: 1. cronologia, un recorregut sumari per la seva trajectòria vital i professional; 2. passió per la professió, des dels seus inicis com a treballador a CINESA fins als darrers treballs televisius; 3. la ciutat com a espai cinematogràfic i 4. el gust de ser retratat.
Arran de la commemoració del centenari del naixement i en paral·lel amb la preparació de l'exposició de 2015-2016, la neta del director, Lara Mateo Rovira-Beleta, una adolescent quan aquest va morir, va fer el documental "Rovira-Beleta. Crònica pendent" entrellaçant testimonis familiars i de personalitats del cinema amb escenes de pel·lícules de Rovira-Beleta i fent servir com a fil conductor el guió de "Crònica de sangre", un projecte del cineasta que el tenia obsessionat, però que no va poder materialitzar.